# NGC 5974
NGC 5974 ist eine spiralförmige Zwerggalaxie vom Hubble-Typ Sc im Sternbild Nördliche Krone. Sie ist schätzungsweise 95 Millionen Lichtjahre von der Milchstraße entfernt und hat einen Durchmesser von etwa 15.000 Lj.
Das Objekt wurde am 29. April 1827 von John Herschel entdeckt.